# Cerdistus margitis
Cerdistus margitis là một loài ruồi trong họ Asilidae. Cerdistus margitis được Walker miêu tả năm 1849.